# Chevauchée d'Édouard III (1359-1360)
Pour l'expédition de 1346, voir Chevauchée d'Édouard III en 1346.
Guerre de Cent Ans
Batailles
La chevauchée d’Édouard III de 1359-1360 est un épisode de la guerre de Cent Ans mené par le roi d'Angleterre Édouard III. Cette action militaire fait suite au rejet du traité de Londres par les États généraux du royaume de France. En conséquence, Édouard III décide d'organiser une expédition militaire afin de gagner par la force ce qu'il n'a pu obtenir par la diplomatie. Le 28 octobre 1359, Édouard débarque à Calais et s'avance vers Reims, où il espère être couronné roi de France. La résistance des Rémois l'empêche de concrétiser son vœu. Édouard III poursuit alors sa route en Bourgogne avant d'assiéger sans succès Paris. Il est alors contraint d'accepter le 8 mai 1360 le traité de Brétigny avec la France. Ce traité est moins coûteux à la France que celui de Londres : Édouard acquiert la totalité de l'Aquitaine mais renonce à la couronne de France.

## Contexte

Itinéraire d'Édouard III en orange.

En 1358, en pleine guerre de Cent Ans, la France est ravagée par la révolte des marchands parisiens menés par Étienne Marcel et les jacqueries dont voulait profiter Charles le Mauvais, autre prétendant au trône de France, pour prendre le pouvoir. Les Anglais vont donc augmenter leurs revendications au deuxième traité de Londres où ils réclament l’Aquitaine et la Normandie (le tiers du territoire français) en échange du renoncement à la couronne de France. Le 25 juin 1359, les États généraux réunis par le Dauphin Charles déclarent le traité « ni passable ni faisable ». 
La trêve de 1357 ayant expiré, la guerre avec l'Angleterre recommence en 1359. Édouard III organise donc une nouvelle chevauchée qui doit le mener à Reims, la ville du sacre. Débarqué à Calais dès le mois d'octobre avec une armée considérable, Édouard cherche à ruiner la France afin de forcer ses adversaires à livrer une de ces grandes batailles en rase campagne qui avaient si bien réussi aux Anglais à Crécy ou Poitiers. Face à ce danger, les conseillers du Dauphin, se souvenant des précédentes campagnes désastreuses, résolvent d'éviter une bataille rangée, pour lui opposer une tactique de la terre déserte : au lieu d'exposer les troupes royales à quelque désastre, en se bornant à une guerre d'escarmouches, les Français refusent toute bataille rangée, harcèlent l’ennemi, lui défendent l'entrée des villes et lui coupent, dans la mesure du possible, les vivres.

## Déroulement

### Pillage de la Champagne
Édouard III peut ainsi s'avancer de Calais jusqu'à Reims sans trouver l'occasion d'un engagement décisif. À Reims, il épuise ses forces dans un siège infructueux. Lorsque les approvisionnements lui manquent, il est obligé de se remettre en marche pour chercher des cantonnements moins dénués de ressources. Il se dirige vers la basse Bourgogne, en passant par Châlons-sur-Marne, Merry-sur-Seine, Sens et Cerisiers. Sur le passage des envahisseurs, les paysans s'enfuient, les villes ferment leurs portes. L'armée anglaise se voit réduite à parcourir, en plein hiver, sans combattre, des campagnes nues et désertes. Arrivée sur les bords de l’Yonne et de l'Armançon, elle rencontre des obstacles plus sérieux encore. Le connétable de France, Robert de Fiennes, est venu se jeter dans Auxerre à la tête d'un corps de troupes plus braves que bien disciplinées. Un autre capitaine, qui a trouvé moyen de s'illustrer au milieu de la déroute de Poitiers, Oudart de Renty, commande à Saint-Florentin une poignée d'aventuriers soutenue par les bourgeois de la ville. Baudoin Dannekins, le maître des arbalétriers de France, est chargé de défendre Tonnerre. Avant de s'engager plus loin, Édouard III croit nécessaire d'enlever une des places qui lui barrent la route, et qui peuvent, en cas d’échec, lui fermer la retraite. II fait attaquer Saint-Florentin par son avant-garde, sans succès. Édouard attaque alors Tonnerre où il n'obtient guère plus de succès car, s'il pénètre dans l’enceinte de la ville basse, il doit renoncer à prendre le château qui la domine.

### Campagne de Bourgogne
Ce double échec force l'armée anglaise à continuer sa marche. Elle remonte la vallée du Serein, passe devant Noyers, parvient à s'emparer de Montréal et débouche dans les vastes plaines qui s'étendent au pied de cette forteresse, où il décide d'établir ses quartiers d'hiver. Il y a à Guillon un château bâti par la famille des sires de Beauvoir. Édouard III le choisit pour sa résidence et s'y installe le 19 février 1360. Pendant qu'il s'y repose des fatigues de sa longue chevauchée, ses fourrageurs battent le pays d'alentour. Un de ses écuyers, Jean d'Arleston, s'est même avancé jusqu'au cœur de la Bourgogne et s'est rendu maitre de Flavigny, d'où il ravitaille le gros du corps d'armée. D’autres officiers poussent des reconnaissances et pratiquent des razzias jusque sur les confins du Nivernois. Néanmoins, la position des Anglais est périlleuse. Ils ont derrière eux toute une ceinture de places ennemies, Saint-Florentin, Tonnerre, Auxerre, AvalIon, Vézelay. Heureusement pour eux, le jeune duc Philippe Ier de Bourgogne suit la même politique que l'année précédente en achetant, pour la seconde fois, la paix à prix d'or et, le 10 mars 1360, il conclut, en s'engageant à verser la somme de 200 000 deniers d’or, le traité de Guillon, plus honteux encore que celui de Chassaignes du 23 juillet 1359, par lequel les Anglo-Navarrais s'étaient engagés à quitter la Bourgogne.
Malgré la faiblesse du duc de Bourgogne, le roi d'Angleterre ne sait cependant trop comment il doit poursuivre le cours de son expédition. Il n'ose rebrousser chemin de peur de rencontrer sur sa route Robert de Fiennes et les autres capitaines français dont il a déjà éprouvé la valeur. Il n'ose pas davantage attaquer des villes comme Avallon et Vézelay, fortifiées, défendues, et devant lesquelles il a éprouvé le même sort qu'à Reims ou à Saint-Florentin. Mais considérant que la garnison de ces places est trop faible pour l'attaquer en rase campagne, il résout de passer entre les deux de manière à gagner les rives de l’Yonne, du côté de Coulanges pour, de là, se jeter dans la Puysaie et dans le Gatinais. Afin d'assurer l’exécution de ce plan, il s'empare du château de Pierre-Perthuis, situé sur les bords de la Cure, à quelques kilomètres au-dessous de Vézelay, appartenant à Guillaume de la Trémouille, qui devient le centre des opérations anglaises tant que dure leur mouvement de Guillon à Coulanges-sur-Yonne.

### Siège de Paris et fin de la chevauchée
Pendant ce temps, en mars 1360, une force expéditionnaire de marins normands pille et brûle le port de Winchelsea lors d'un raid qui déclenche une panique en Angleterre. Fou de rage, Édouard III remonte vers Paris et laisse son armée ruiner la contrée. Il ne s’agit plus de simples extorsions visant à nourrir son armée, mais de la destruction systématique de toutes les ressources – les pieds de vignes sont arrachés, le bétail abattu et la population massacrée. Le 31 mars 1360, Édouard installe son quartier général au château de Chanteloup à Saint-Germain-lès-Arpajon et dirige l'investissement de Paris. Longjumeau, Montlhéry, Corbeil et Orly sont occupés et pillés dans la foulée. Puis, entre le 5 et le 7 avril, c'est au tour de Châtillon, Montrouge, Gentilly, Cachan, Issy, Vanves et Vaugirard. Les exactions commises par les Anglais harcelés, affamés, privés, faute de fourrage, de montures, qui campent aux portes de Paris, entrainent un vif ressentiment parmi les habitants des villages aux alentours, qui viennent alors se réfugier dans Paris. Par mesure de défense, les faubourgs méridionaux sont brulés. Plus fin stratège que ses prédécesseurs, le Dauphin refuse toujours le combat.
Après être restée une semaine devant Paris, l'armée anglaise, manquant de vivres, est forcée de se retirer vers le Nord. Le dimanche 12 avril 1360, les Anglais plient bagages et prennent alors la direction de la Beauce. Le 13 avril, alors que l'armée anglaise est quelque part dans l'actuel territoire des Yvelines, une terrible tempête éclate, un orage de grêle qui tue bêtes et gens, détruit les chariots, les vivres et l'armement qui, interprété sur le moment comme un signe divin, restera célèbre sous le nom de « Lundi noir ».

## Conséquences
Contrairement aux chevauchées de 1346 et de 1356 qui se sont soldées par des victoires anglaises écrasantes à Crécy et Poitiers, celle de 1360 tourne au fiasco pour Édouard III qui se décide alors à négocier avant de rembarquer piteusement, après avoir négocié les accords préliminaires au futur traité de Brétigny qui est signé le 8 mai. Cet échec ayant mis fin à son rêve d’être sacré roi de France, il ne peut plus que monnayer la paix contre le roi de France qu'il retient en otage depuis la bataille de Poitiers.